# Pont Gisèle-Halimi (Mont-de-Marsan)
Le pont Gisèle-Halimi est un ouvrage d'art situé sur la commune de Mont-de-Marsan, dans le département français des Landes. Il est le dernier pont franchissant le cours du Midou.

## Présentation
Ce pont en maçonnerie à une voûte est construit en 1810 dans le centre-ville en remplacement d'un ancien pont médiéval. Il se trouve dans l'alignement de la place Charles-de-Gaulle et rue Léon-Gambetta. Ses trottoirs sont ornés de cinq statues dont quatre du sculpteur Robert Wlerick, natif de la ville. Dans son environnement se situent  la minoterie de Mont-de-Marsan, l'actuel office de tourisme du Marsan (nord-ouest),  le théâtre municipal de Mont-de-Marsan (nord-est), les anciens bains publics Noinski (sud-est) et la cale de l'abreuvoir donnant accès au quai de la Midouze de l'ancien port de Mont-de-Marsan.

### Nom
Le pont primitif médiéval reçoit les noms de pont du Bourg puis de pont d'Union (sur le plan de David-François Panay).
Le pont actuel reçoit quant à lui tour à tour les noms de Pont-Neuf (1811), Grand Pont (1845), pont de la ville, pont de l'Hôtel de ville (1884). Il porte le nom de Gisèle Halimi depuis décembre 2005. Une cérémonie officielle a lieu le 8 mars 2006 en présence de Gisèle Halimi, Philippe Labeyrie, sénateur-maire de Mont-de-Marsan et d'Henri Emmanuelli, député des Landes.

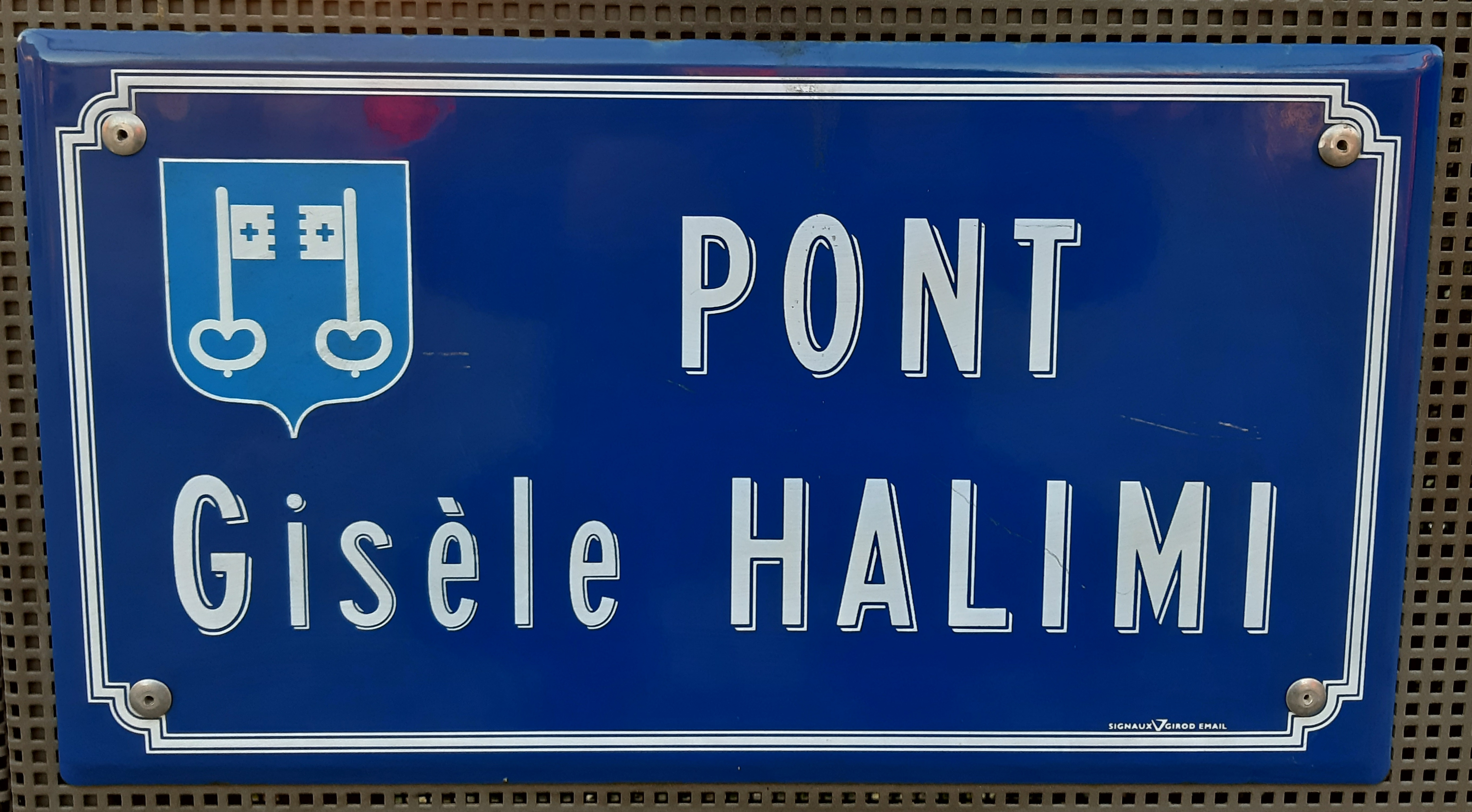
Plaque du Pont Gisèle-Halimi ornée du blason de Mont-de-Marsan

### Historique
Pont primitif médiéval
Un pont primitif est édifié sur le Midou entre le XIIe et XIIIe siècles pour relier le bourg castral à ses faubourgs situés sur la rive gauche. Placé sous la défense du château vicomtal, ce pont gothique, d'environ 35 m de long, est formé de deux arches en arc brisé. La vocation défensive de l'ouvrage explique l'étroitesse de son tablier, 3,80 m de large, ne permettant pas « le croisement des charrois dans les deux sens ». Edifié en pierre coquillière, il est très résistant. Au XIVe siècle est fondé l'hôpital du bout-de-pont-de-pierre, occupant l'extrémité sud ouest du pont, près de la cale de la Midouze. Il accueille alors voyageurs et pèlerins de Compostelle jusqu'à sa disparition en 1702, avec la création de l'hôpital de la ville. Malgré sa solidité, plusieurs réfections du pont ont dû être nécessaires, comme une signalée en 1624.

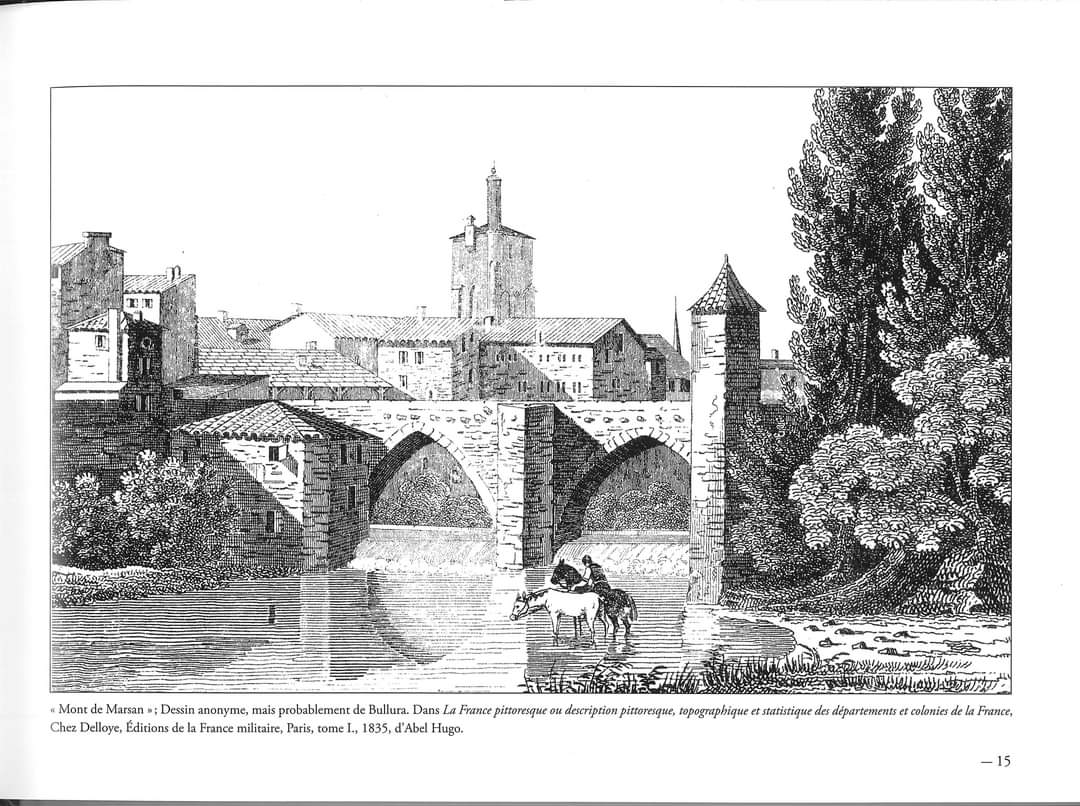
Illustration de 1835 montrant l'ancien pont du Bourg (détruit en 1816) et l'ancien clocher de église de la Madeleine en arrière-plan (effondré en 1821).

Pont actuel
En 1810, un nouveau pont, celui que nous connaissons actuellement, est construit sur la route n°19 de Paris en Espagne, légèrement en amont sur le cours du Midou, sur décision de Napoléon Ier et pour un budget d'environ 130 000 francs. L'empereur fait en effet étape à Mont-de-Marsan entre les 13 et 14 avril 1808 lors d'un déplacement à Bayonne. Il séjourne à cette occasion à l'hôtel Papin, propriété du sénateur Jean-Baptiste Papin, père d'une de ses anciennes maîtresses. Trois mois plus tard, l'empereur signe le décret de Bayonne du 12 juillet 1808 par lequel il commande que le pont soit reconstruit dans l'emplacement porté au plan approuvé par son directeur des ponts-et-chaussées. Sa décision est motivée par le fait que le pont d'origine est trop étroit pour le passage des convois partant à la guerre d'indépendance espagnole. Les deux ponts coexistent quelques années avant la démolition en 1816 du pont primitif, dont il subsiste de nos jours quelques éléments de l'arche nord, enchâssés dans le sous-sol de l'office de tourisme du Marsan et visibles depuis le pont actuel. 
Par rapport au premier pont, l'axe du nouveau pont est décalé de 8 m à l'est pour la partie nord et 3 m pour la partie sud afin de relier en droite ligne la place de l'Hôtel-de-Ville (actuelle place Charles-de-Gaulle) et la rue Gambetta. Doté d'une seule arche de 22 mètres, il fait initialement 9,36 mètres de large.
En 1811, le pont est sur le parcours de la route impériale no 11 entre  Bordeaux et Bayonne. En 1824, lors de la renumérotation des routes, ce tracé reçoit le nom de route nationale 10. À Mont-de-Marsan, la route arrivant de Roquefort passe par l'actuelle rue Victor-Hugo, la place Abbé-Bordes, la rue Robert-Wlérick, la place Charles-de-Gaulle, avant de traverser l'actuel pont Gisèle-Halimi, d'emprunter la section de l'actuelle rue Léon-Gambetta située au nord du carrefour des Quatre-Cantons, de passer par la rue Frédéric-Bastiat, le nord de l'actuelle place Joseph-Pancaut, l'actuelle rue Maréchal-Bosquet et de quitter la ville par le quartier de Rigole sur la rive gauche de la Midouze en direction de Tartas, Dax et Bayonne.

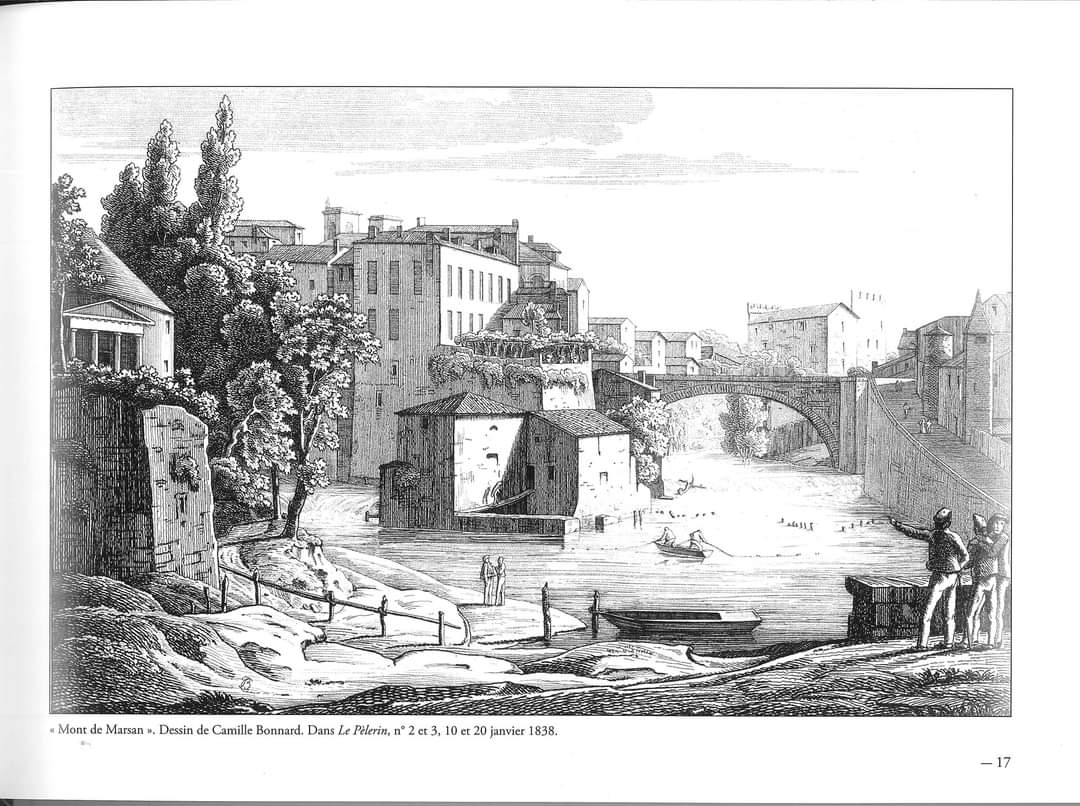
Illustration de 1838 montrant le nouveau pont, les moulins à eau préfigurant la minoterie de Mont-de-Marsan et la rotonde de la Vignotte.

Il est élargi une première fois en 1898, par adjonction côté aval d'une poutre treillis métallique. À l'occasion de la venue du Président de la République Raymond Poincaré à Mont-de-Marsan pour les fêtes présidentielles du 6 octobre 1913, le peintre Jean Henri Tayan réalise un arc de triomphe avec l'ébéniste M. Carrère sur le pont, portant l'inscription « Vive Poincaré ! ». Le cortège fait halte à cet endroit pour que deux fillettes, vêtues de l'habit traditionnel landais, remettent au président un bouquet de fleurs.
En 1979, le pont est à nouveau élargi par le remplacement de la poutre métallique aval par une poutre en béton préfabriqué de 40 tonnes et l'adjonction de deux poutres béton jumelles à l'amont.

## Galerie
Vues contemporaines

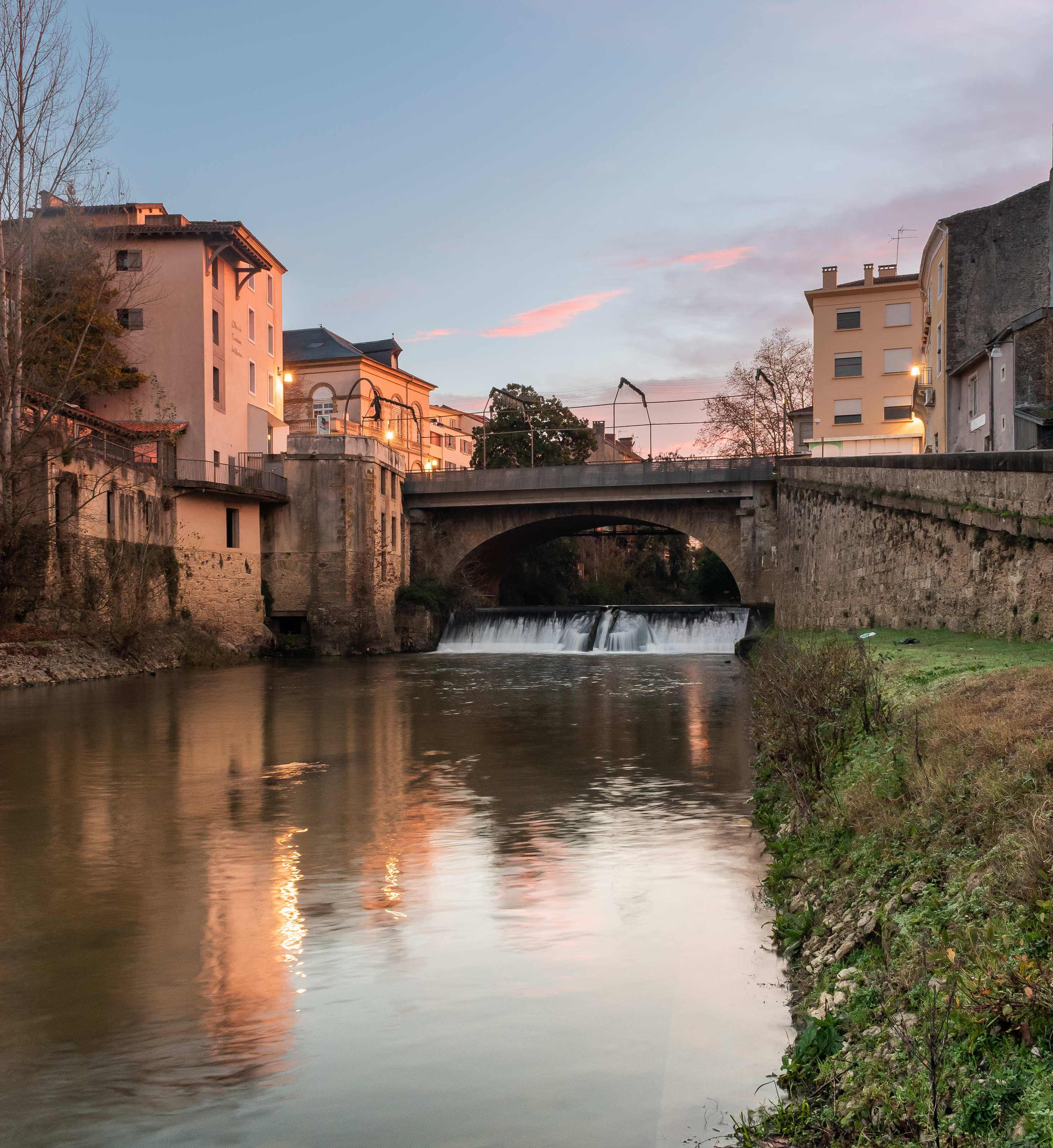
Photo prise à l'aube en aval du pont. La minoterie et le théâtre de Mont-de-Marsan sont visibles sur la gauche et la cale de l'Abreuvoir sur la droite, donnant accès au  port de Mont-de-Marsan, actif jusqu'en 1903.
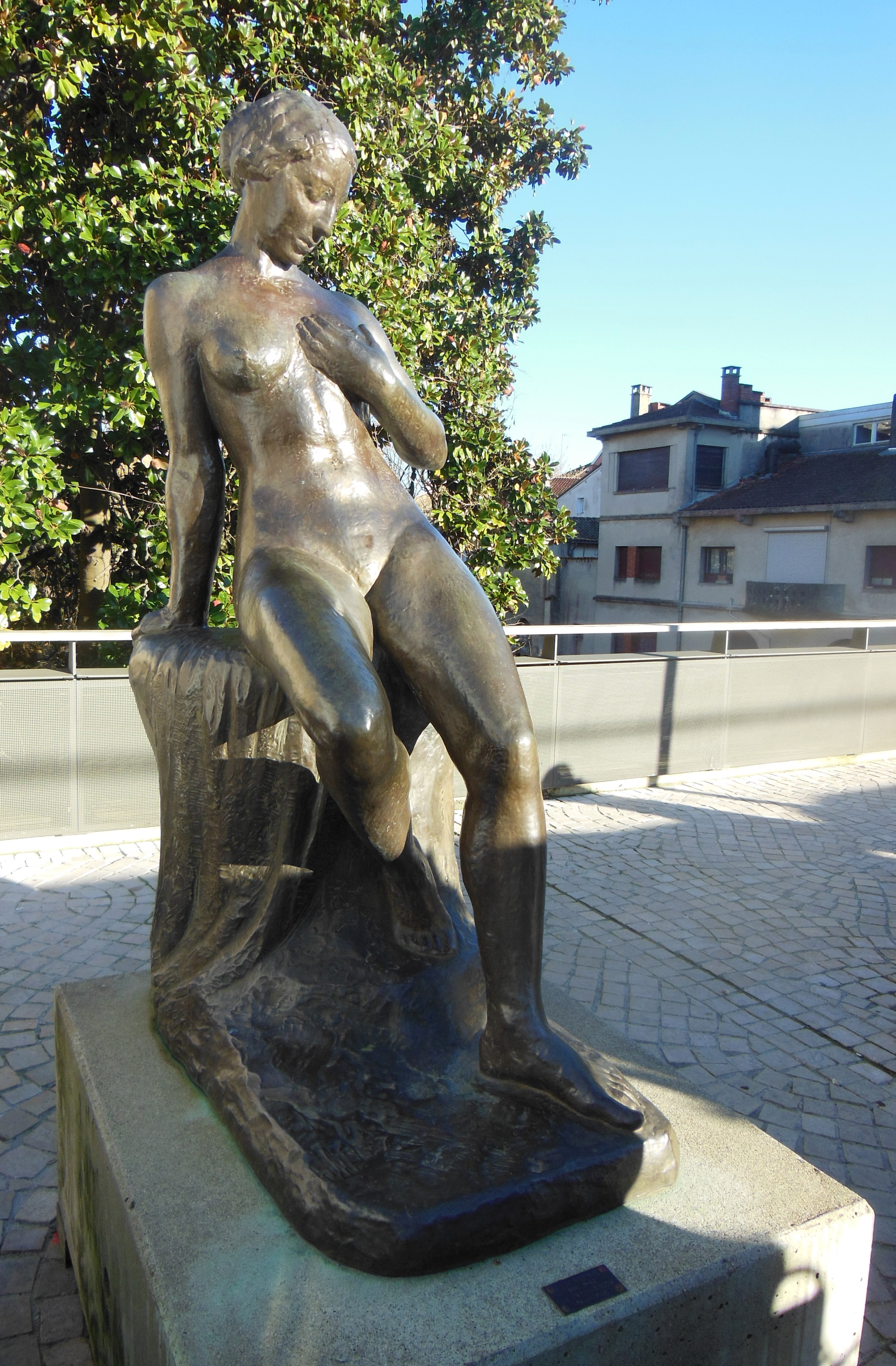
La jeunesse, statue de Robert Wlérick

Photos anciennes

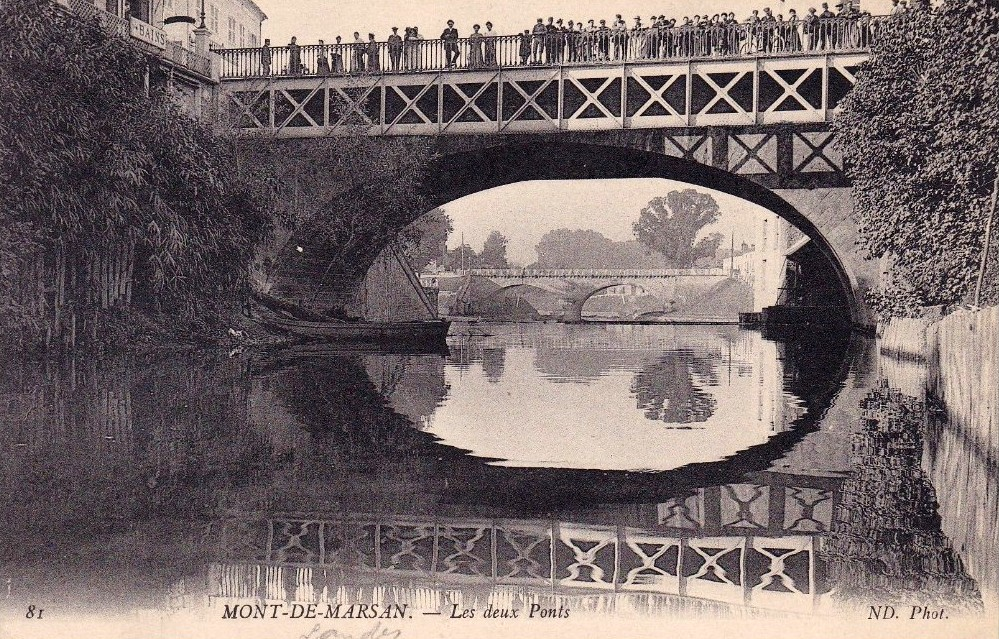
Photo ancienne prise en amont du pont (le pont du commerce est visible plus en aval sur la Midouze en arrière plan). Les bains publics Noinski sont visibles à gauche.
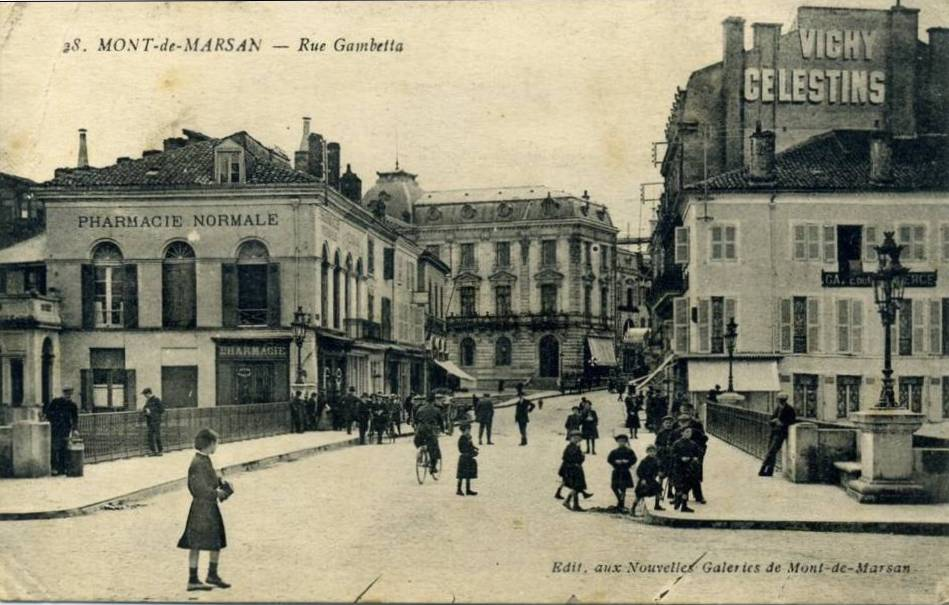
Le pont en direction de la rue Léon-Gambetta.
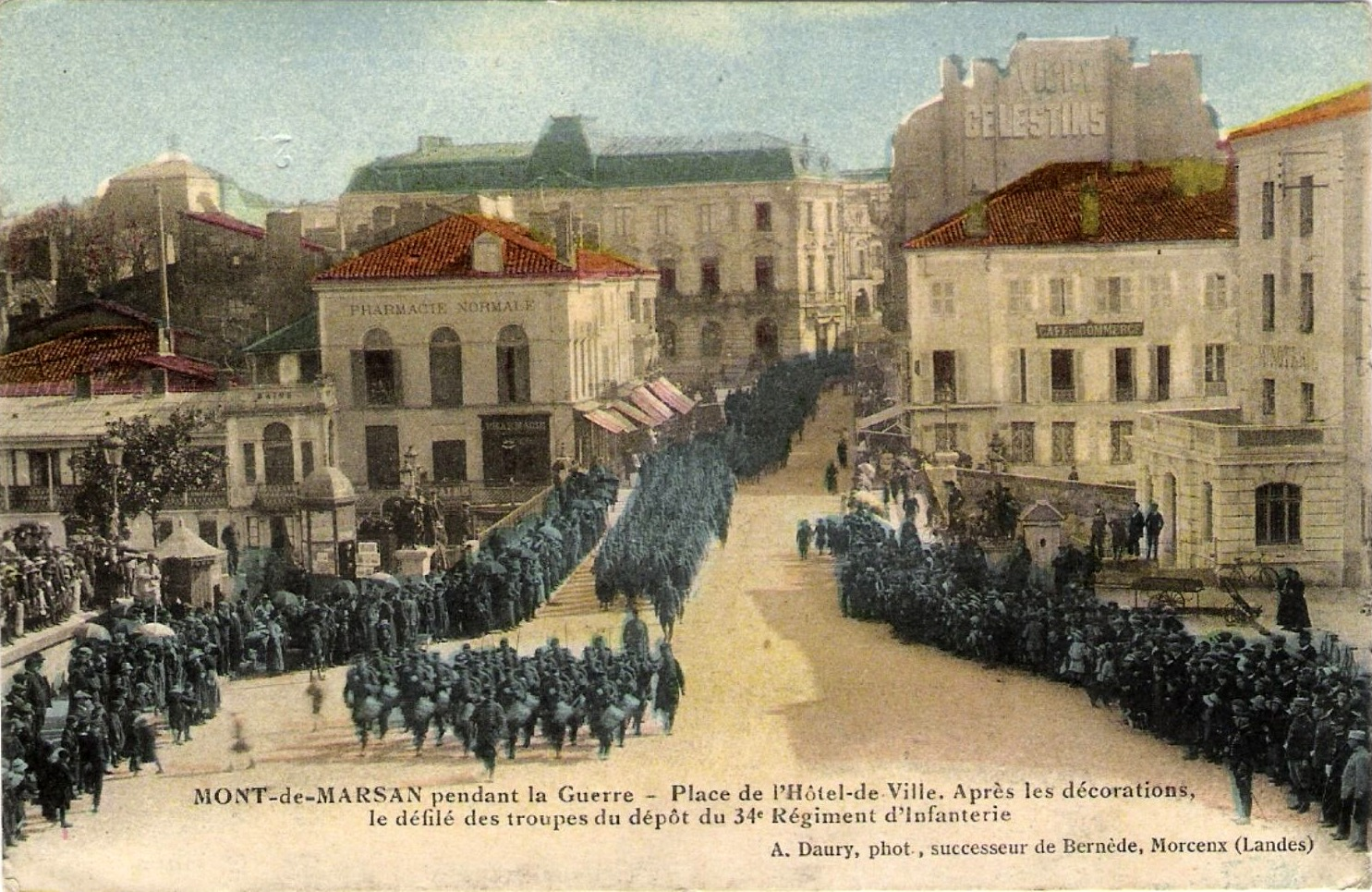
Défilé militaire pendant la première Guerre mondiale du 34e régiment d'infanterie dans la rue Gambetta et sur le pont.